# La Revilla y Ahedo
La Revilla y Ahedo è un comune spagnolo di 108 abitanti situato nella comunità autonoma di Castiglia e León.
Il comune è formato dai due nuclei abitati di La Revilla e Ahedo.